# Navtej Singh Johar v. Union of India
Navtej Singh Johar & Ors. versus Union of India thr. Secretary Ministry of Law and Justice foi uma decisão histórica da Suprema Corte da Índia que descriminalizou, no dia 6 de setembro em 2018, a homossexualidade no país.
O tribunal foi solicitado a analisar a constitucionalidade da Seção 377 do Código Penal Indiano, uma lei da era colonial que, entre outros, punia "relações carnais contra a ordem da natureza" e criminalizava com penas de dez anos de prisão as relações entre pessoas do mesmo sexo. Em decisão unânime, a Suprema Corte declarou a lei como inconstitucional "na medida em que criminaliza a relação sexual consensual entre adultos do mesmo sexo". Partes da Seção 377 relacionadas a sexo com menores, atos sexuais não consensuais e bestialidade devem permanecer em vigor.